# Plantation de Cheshire Hall
La plantation de Cheshire Hall est une ancienne plantation de coton en ruines de la fin des années 1700 située au nord de Five Cays dans les Îles Turques-et-Caïques. Ce site offre une vision de la période historique loyaliste des îles Caïques et de la manière dont elle a affecté le développement des Îles Turques-et-Caïques en tant que nation. Providenciales a soutenu plusieurs tentatives de culture de coton et de sisal et des plantations, mais Cheshire Hall était de loin le domaine le plus vaste et le mieux préservé aujourd’hui.
Il y a aujourd'hui plusieurs bâtiments en ruines, dont la grande maison, le quartier des esclaves, la cuisine et la presse à coton. Une grande partie des champs de coton d'origine a disparu du fait du développement moderne.

## Histoire de Cheshire Hall et des loyalistes
L'histoire commence avec Wade Stubbs, un planteur loyaliste qui a vécu en Floride. Après la guerre d’indépendance des États-Unis, Wade Stubbs se vit attribuer un terrain sur North Caicos et construisit Wade’s Green, qui devint l’une des plantations les plus prospères des Îles Turques-et-Caïques. Encouragé par le succès de la plantation de son frère à North Caicos, Thomas Stubbs fonda Cheshire Hall à la fin des années 1700 pour la culture du coton. La famille Stubbs était originaire du comté de Gawsworth en Angleterre et Thomas Stubbs baptisa son domaine Cheshire Hall. Cependant, les difficultés rencontrées par Thomas Stubbs, notamment à cause du sol sec et du manque d'eau sur Providenciales, le poussèrent à abandonner Cheshire Hall et à le vendre à son frère Wade en 1810.
Au cours de leurs années les plus importantes, les industries Middle Caicos, North Caicos et Providenciales étaient très importantes pour l'industrie cotonnière de la région. En 1791, la moitié de tout le coton produit dans l'archipel des Bahamas provenait des îles Turques-et-Caïques.
Jusqu'au début des années 1800, Cheshire Hall était le site le plus important de Providenciales. À son apogée, il comptait environ 5 000 hectares et employait des centaines d'esclaves. Après quelques décennies de succès modéré, le charançon du cotonnier, la dégradation des sols et les dégâts causés par les ouragans ont mis fin à l’industrie cotonnière dans les îles.
Lors de la construction de Cheshire Hall, les importations dans les îles Turques-et-Caïques étaient assez limitées. La roche pour les structures a été extraite et coupée localement, le mortier a été fabriqué avec du ciment créé en brûlant et en broyant des coquilles de conques locales, et le bois de construction pour les chevrons, les portes et les fenêtres provenait en grande partie de forêts d’acajou et de pins des îles Caïques.

## Préservation de Cheshire Hall
Dans le passé, peu de choses avaient été mises en place dans l'objectif de préserver les ruines historiques de Providenciales, et, bien que Cheshire Hall soit reconnu comme la plus importante des constructions pré-modernes laissées sur l’île, la plantation n’a pas échappé au vandalisme et à la destruction. La plupart des murs ont été détruits au fil du temps pour laisser place à des projets de construction modernes et pratiquement toutes les caractéristiques périphériques telles que les cimetières, les bâtiments auxiliaires et les murs délimitant les champs ont disparu.
Au cours d’un projet entrepris dans les années 1990 dans le but d’améliorer l’accès à Cheshire Hall, des pierres taillées, qui faisaient jadis partie de divers bâtiments, furent utilisées pour border les sentiers de promenade, au lieu de simplement les laisser ou de les utiliser pour reconstruire les murs d’où elles étaient tombées. Au cours de ces travaux, le canon près de la grande maison a été transféré à Cheshire Hall depuis un autre site du pays.
En avril 2003, le Turks and Caicos National Trust, qui gère et exploite le site, l'a rouvert et entretient des sentiers de promenade et des aménagements paysagers pittoresques.

## La plantation aujourd'hui
La Grande Maison Cheshire Hall est l’ensemble le mieux préservé de l’époque des plantations à Providenciales. Des sentiers bordés de pierres sillonnent une quinzaine de points d’intérêt, dont la Grande Maison, un socle en coton pressé, une cuisine, un réservoir, un puits et une petite reproduction moderne d’une case d’esclaves. La plupart des bâtiments n'ont pas fait l'objet d'une rénovation et sont en mauvais état. De nombreuses structures et ruines sont identifiées par des panneaux expliquant leur utilisation.
Le long des sentiers, de nombreuses plantes endémiques locales autour de Cheshire Hall sont nommées et décrites, ainsi que des informations sur les oiseaux et la faune communes à la région.